# Molina (kommun)
Molina är en kommun i Chile.   Den ligger i provinsen Provincia de Curicó och regionen Región del Maule, i den södra delen av landet, 210 km söder om huvudstaden Santiago de Chile.
Trakten runt Molina består i huvudsak av gräsmarker. Runt Molina är det ganska glesbefolkat, med 26 invånare per kvadratkilometer.